# توشینوری اومی
توشینوری اومی (انگلیسی: Toshinori Omi؛ زادهٔ ۷ دسامبر ۱۹۶۵) هنرپیشه، و بازیگر خردسال اهل ژاپن است. وی از سال ۱۹۷۳ میلادی تاکنون مشغول فعالیت بوده‌است.
از فیلم‌ها یا برنامه‌های تلویزیونی که وی در آن نقش داشته‌است می‌توان به من این کار را نکردم اشاره کرد.